# Казе Инкарто (Салерно)
Казе Инкарто је насеље у Италији у округу Салерно, региону Кампанија.
Према процени из 2011. у насељу је живело 124 становника. Насеље се налази на надморској висини од 147 м.